# موش کور طلایی های‌ولد
موش کور طلایی های‌ولد(نام علمی: Amblysomus septentrionalis) نام یک گونه از سرده طلایی‌موش‌های آفریقای جنوبی است.